# 阿尔芒·德·贡托-比龙

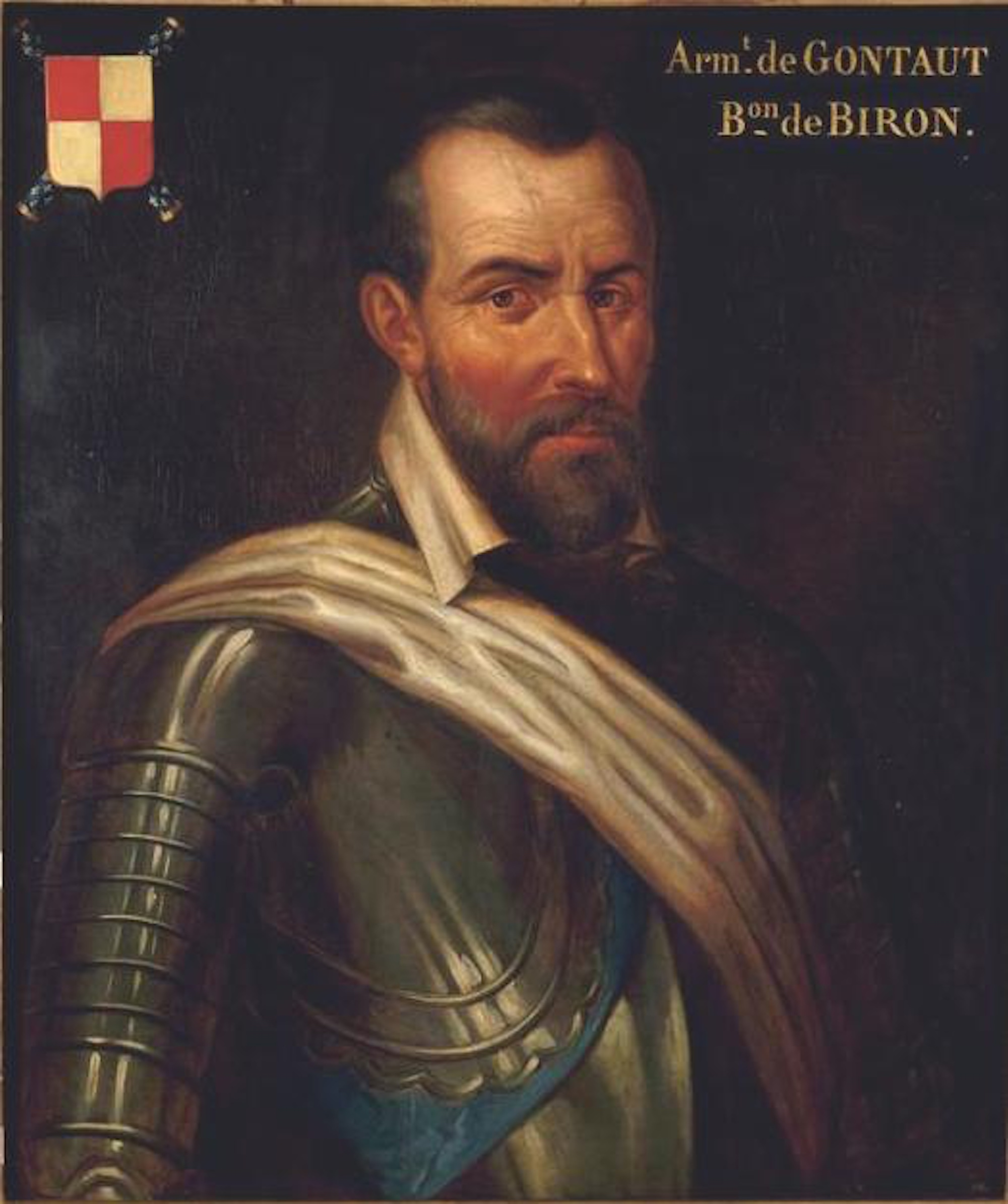
比龙男爵的肖像畫

阿尔芒·德·贡托，比龙领主（法語：Armand de Gontaut, seigneur de Biron，法語發音：[aʁmɑ̃ də ɡɔ̃to]；1524年—1592年7月26日），法國宗教戰爭時期的軍人和元帅，溫和的天主教徒（其實內心較偏向胡格諾派），法國內戰時期站在王室一方，先後效忠法王亨利三世與亨利四世。

## 生平

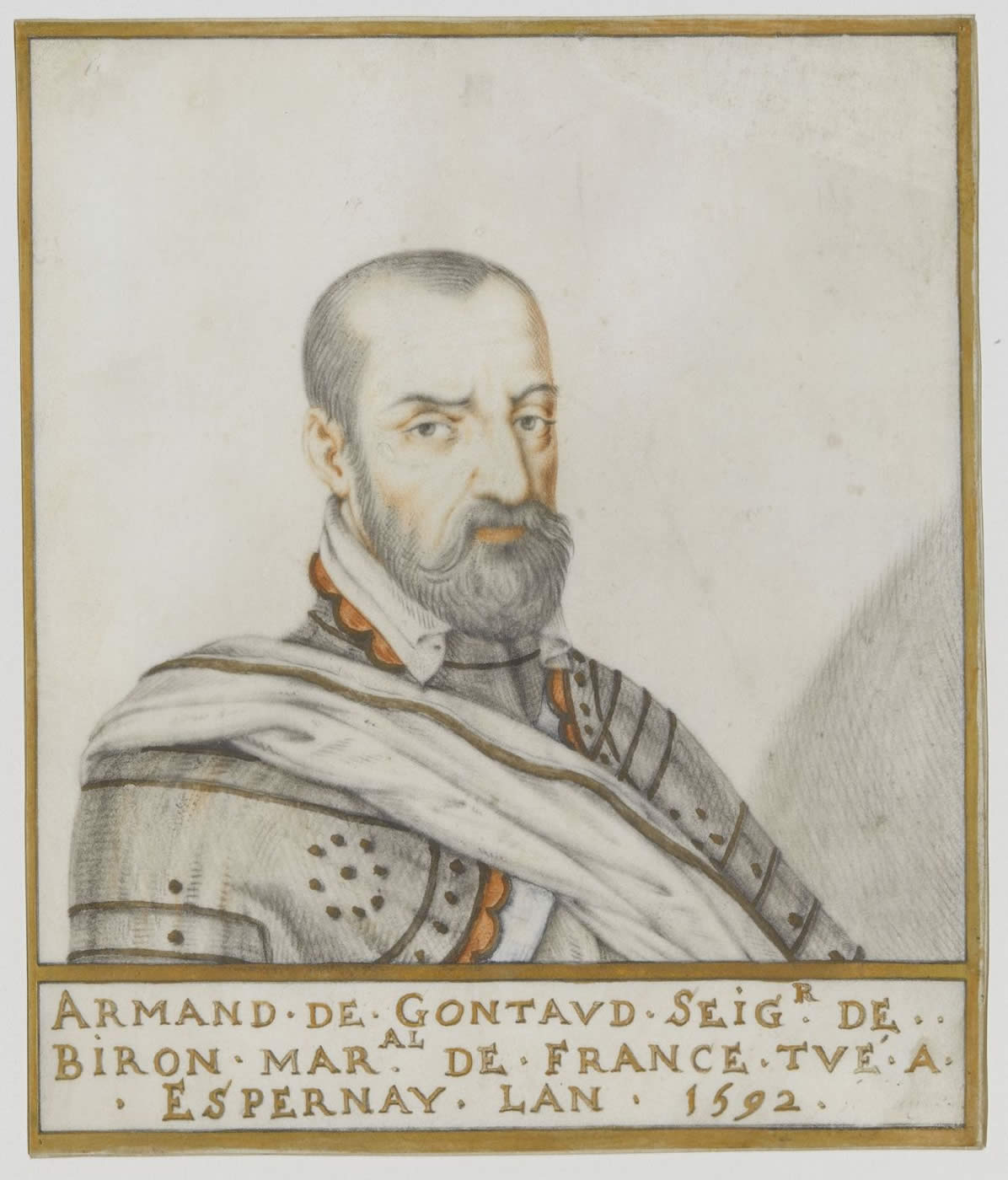
蒂埃里‧贝朗热（Thierry Bellangé）在17世紀仿作的肖像画

他家是贡托家族许多分支其中的一支，其名称来自佩里戈尔领地的贡托。德羅河和萊德河之间的山上宏伟的城堡由比龙勋爵建于11世纪。阿尔芒·德·贡托早年給納瓦拉王后瑪格麗特當侍從，受到布里薩克元帅的注意，他引荐其在意大利服役。他早年受伤使他跛脚，但他的军事生涯並沒有因此結束，反而更上層樓。
1557年他指挥吉斯公爵的骑兵军团，不久之后他成为了一个骑兵团团长，在法国宗教战争中发挥了杰出成就，儘管他內心傾向喀爾文派的胡格諾，但他仍然因效忠王室而去討伐新教徒。他在为王室讨伐德勒、圣但尼、雅纳克和蒙孔图尔并被任命为国王枢密大臣和炮兵的一代宗师。1572年他指挥皇家军队围攻新教重鎮拉罗谢尔，這個城市背靠大海、易守難攻，是最重要的反叛據點。天主教軍經過四個月包圍仍毫無結果，只得與新教徒談判。1577年他获得法国元帅称号，在南方率军与納瓦拉的亨利作战。從1576-1588年間，他經常受命為大元帥的職務，統領王室的主力軍征戰。1581年-1583年他在阿图瓦指挥安茹公爵的军队，之後多次與新教徒納瓦拉的亨利作戰，取得了幾次的勝利。1589年亨利三世被刺殺後，他支持新國王纳瓦拉的亨利，担任亨利的军队司令。他在阿克戰役、伊夫里戰役、第一次圍困巴黎中表現出卓越的軍事才能。
1592年7月26日比龙男爵在围攻埃佩尔奈时被一粒炮弹击中身亡。他是一位有相当的文学造诣的軍人，使用和携带一本袖珍的筆記本，他將一切卓越新奇的事物都記錄其中。他的一些信件被保存在大英博物馆和巴黎法国国家图书馆，这包括一些对战争藝術的论文。他的長子夏尔在1594年也當上法國元帥，其曾孫（次子的孫子）夏尔·阿尔芒·德·贡托-比龙則在18世紀上半擔任法國元帥。